# Bruno Brighetti
Bruno Brighetti (Bologna, 1926 – Cremona, 1º gennaio 2018) è stato un paroliere e musicista italiano.
Il suo successo più noto è Estate, lanciata nel 1960 dall'autore della musica, Bruno Martino, e in seguito incisa da moltissimi altri artisti, tra cui João Gilberto, Chet Baker, Michel Petrucciani e Toots Thielemans.

## Biografia
Nel 1950 conosce Bruno Martino ed entra a far parte del suo complesso suonando la tromba, il vibrafono, il trombone e la fisarmonica; con Martino inizia anche una collaborazione come paroliere, scrivendo brani interpretati dall'artista e incisi anche da altri.
Nel 1959 Renato Rascel incide Dracula cha cha.
Nel 1960 partecipa al Festival di Sanremo con A come amore, interpretata da Flo Sandon's e Gloria Christian e incisa anche da Teddy Reno e Wilma De Angelis.
Sempre nel 1960 scrive all'Hotel Royal di Napoli il testo di Estate, conosciuta anche come Odio l'estate, mentre è in preda ad un’intossicazione di frutti di mare; il brano in seguito diventa un noto standard jazz
L'anno successivo è in gara al Festival di Sanremo 1961 con A.A.A. adorabile cercasi, interpretata da Bruno Martino e Jula de Palma e incisa anche da Emilio Pericoli, da Little Tony e da Lando Fiorini.
Sempre nello stesso anno scrive Mister amore per Nicola Arigliano e Precipitevolissimevolmente per Caterina Valente.
Nel 1964 collabora con Sacha Distel, scrivendo il testo italiano di C'est fait pour durer toujours.
L'anno successivo decide di ritirarsi e si trasferisce con la famiglia in Kenya, dove risiederà per cinquant'anni.
È morto il 1° gennaio 2018 nel reparto di oncologia dell'Ospedale Maggiore di Cremona.